# Abbazia di Nostra Signora di Paulis

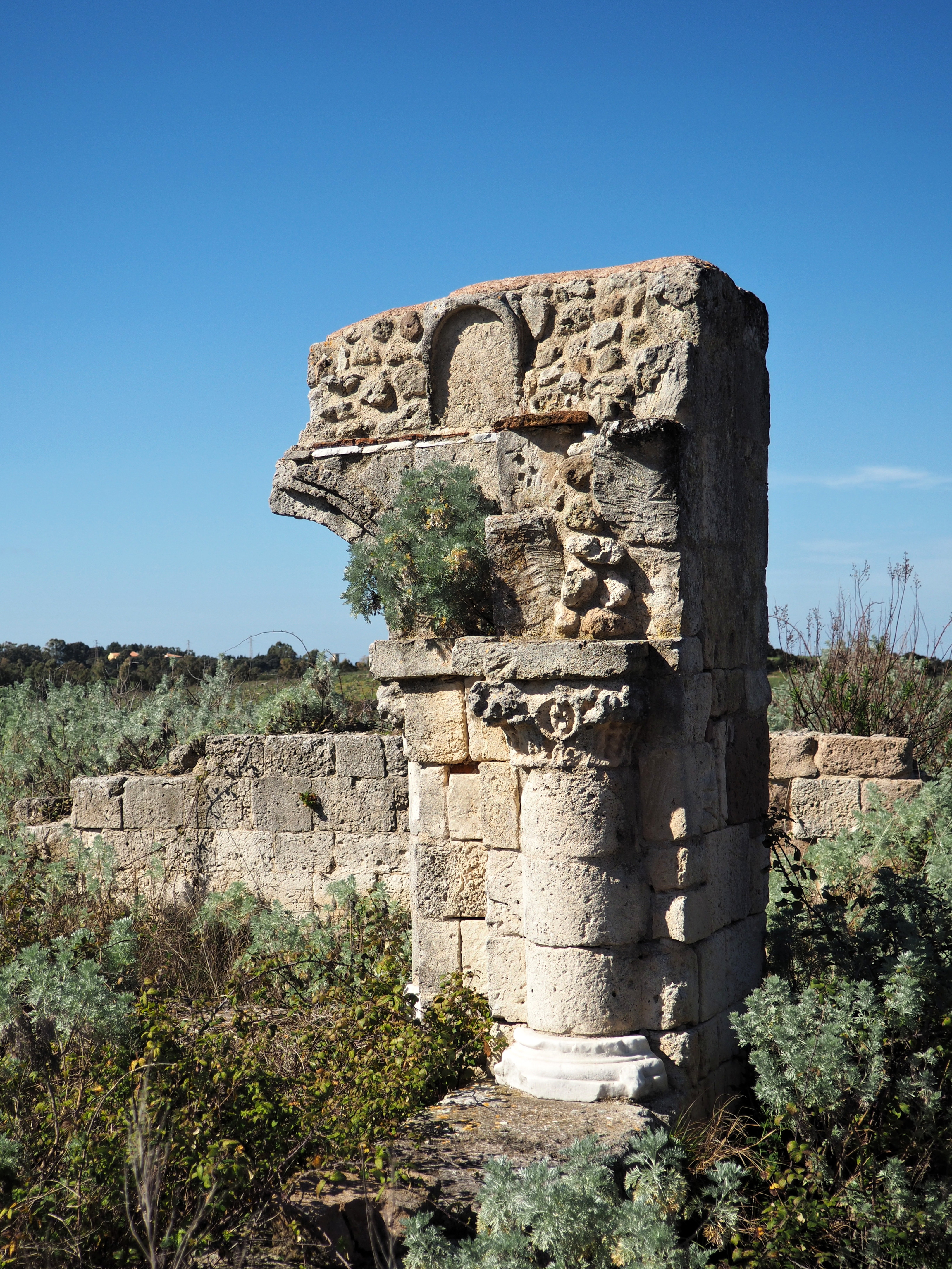
Pilastro d'angolo

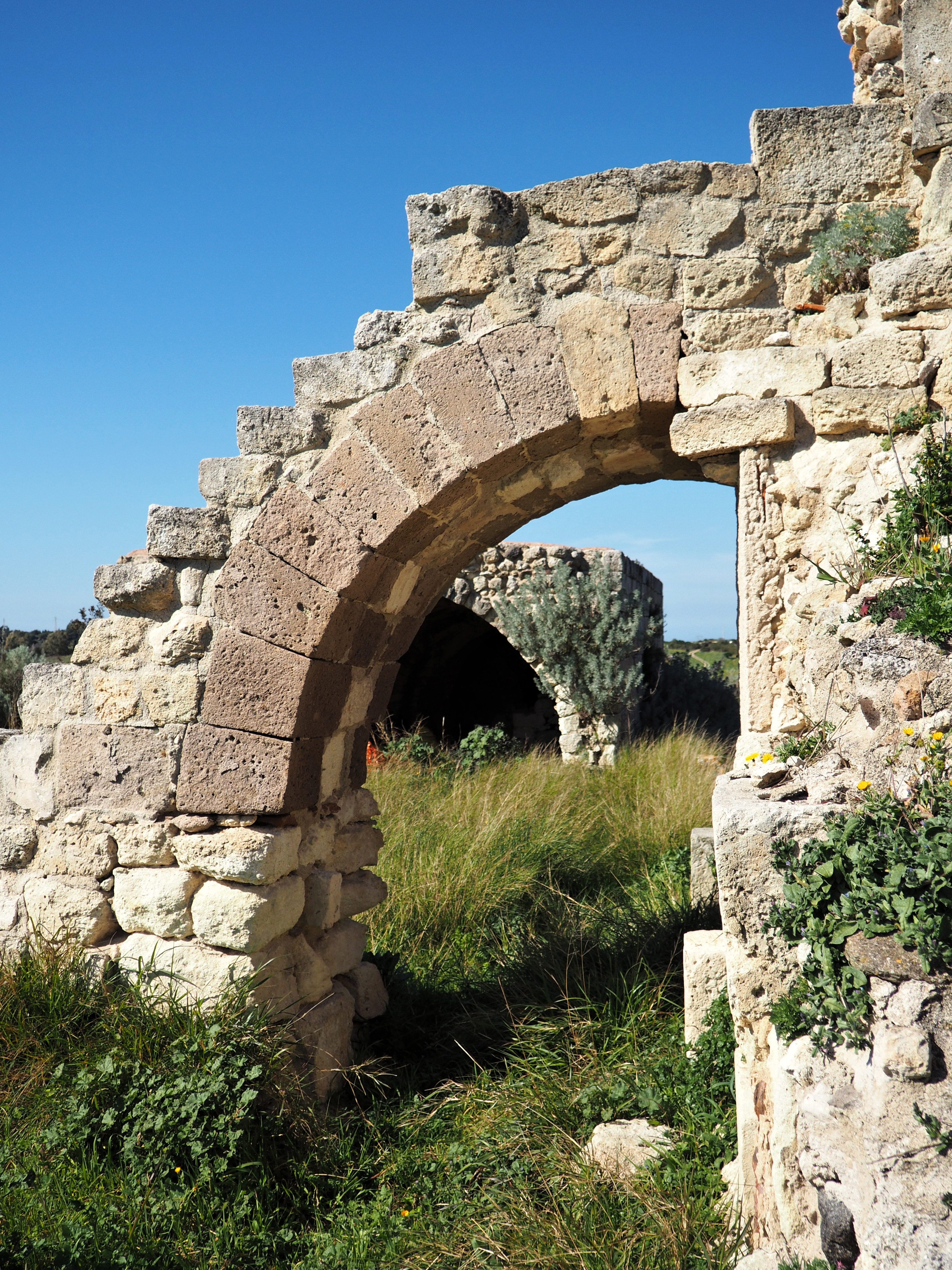
Arco in trachite

L'abbazia di Nostra Signora di Paulis è un'abbazia in rovina nel territorio di Ittiri, nella Sardegna nord-occidentale.

## Storia
La sua costruzione risale al primo XIII secolo ad opera dei monaci cistercensi. Crollata parzialmente alla fine del XIX secolo, ne sopravvivono parte della navata e del transetto, la navatella destra, i resti di uno dei chiostri e molti ambienti semidistrutti tra cui alcune sale sotterranee. Il complesso è stato riconsolidato da un recente restauro.
Una chiesa recente con lo stesso titolo si trova nel vicino paese di Uri e testimonia la devozione molto diffusa verso la Madonna sotto questo antico titolo anche in questo centro e in quelli vicini (come Usini).
Tuttavia la chiesa urese non ha relazione con la chiesa abbaziale, trovandosi in un altro territorio comunale e nella diocesi di Alghero-Bosa. Il territorio di Ittiri e l'abbazia appartengono invece all'arcidiocesi di Sassari e l'arcivescovo di Sassari detiene il titolo onorifico di abate di Paulis sin dalla prima metà del XV secolo. Nella chiesa si onora, da parte della città di Ittiri, la Madonna di Chiaravalle o d'Itria, ricordata la terza domenica di maggio.

## Galleria d'immagini

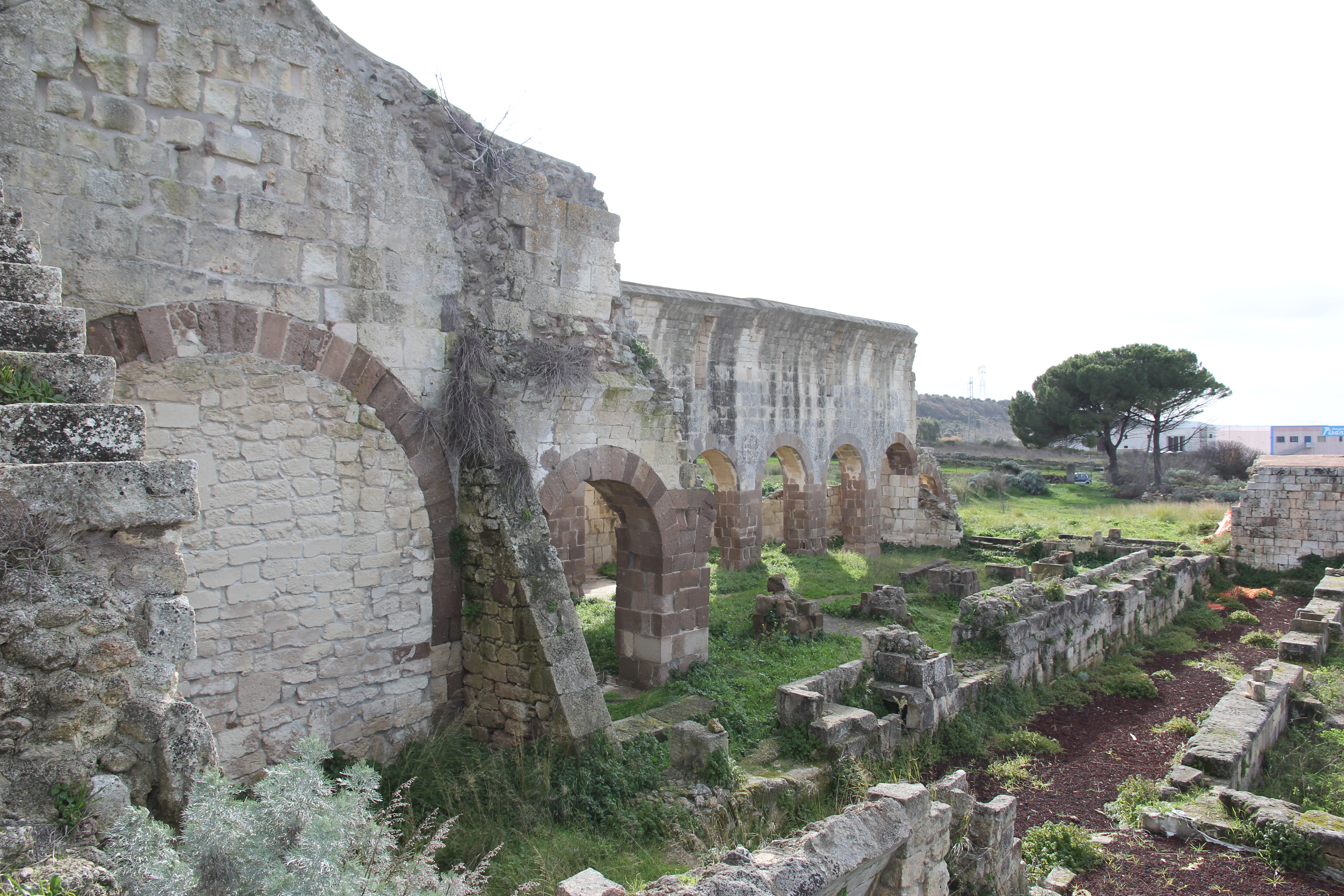
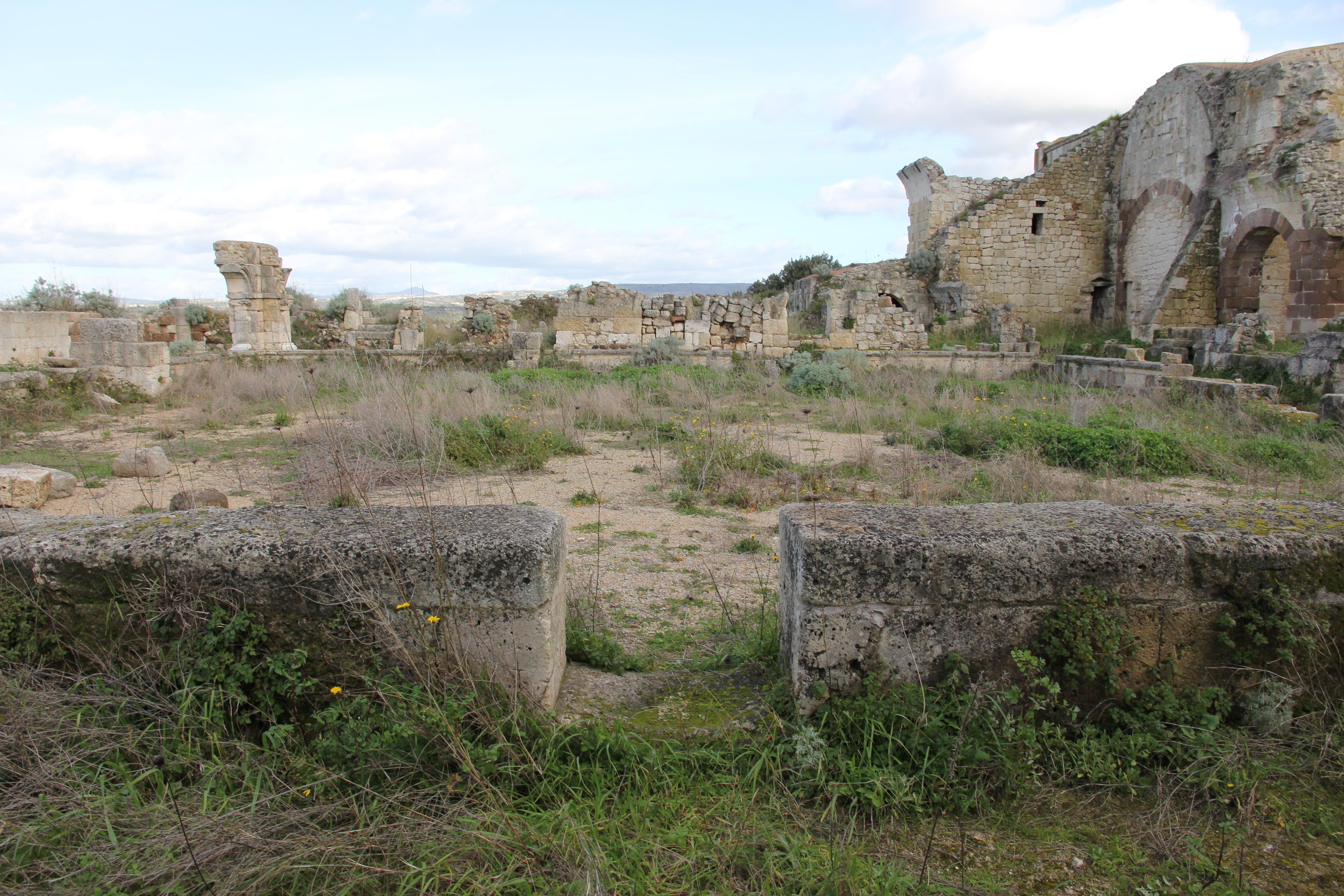
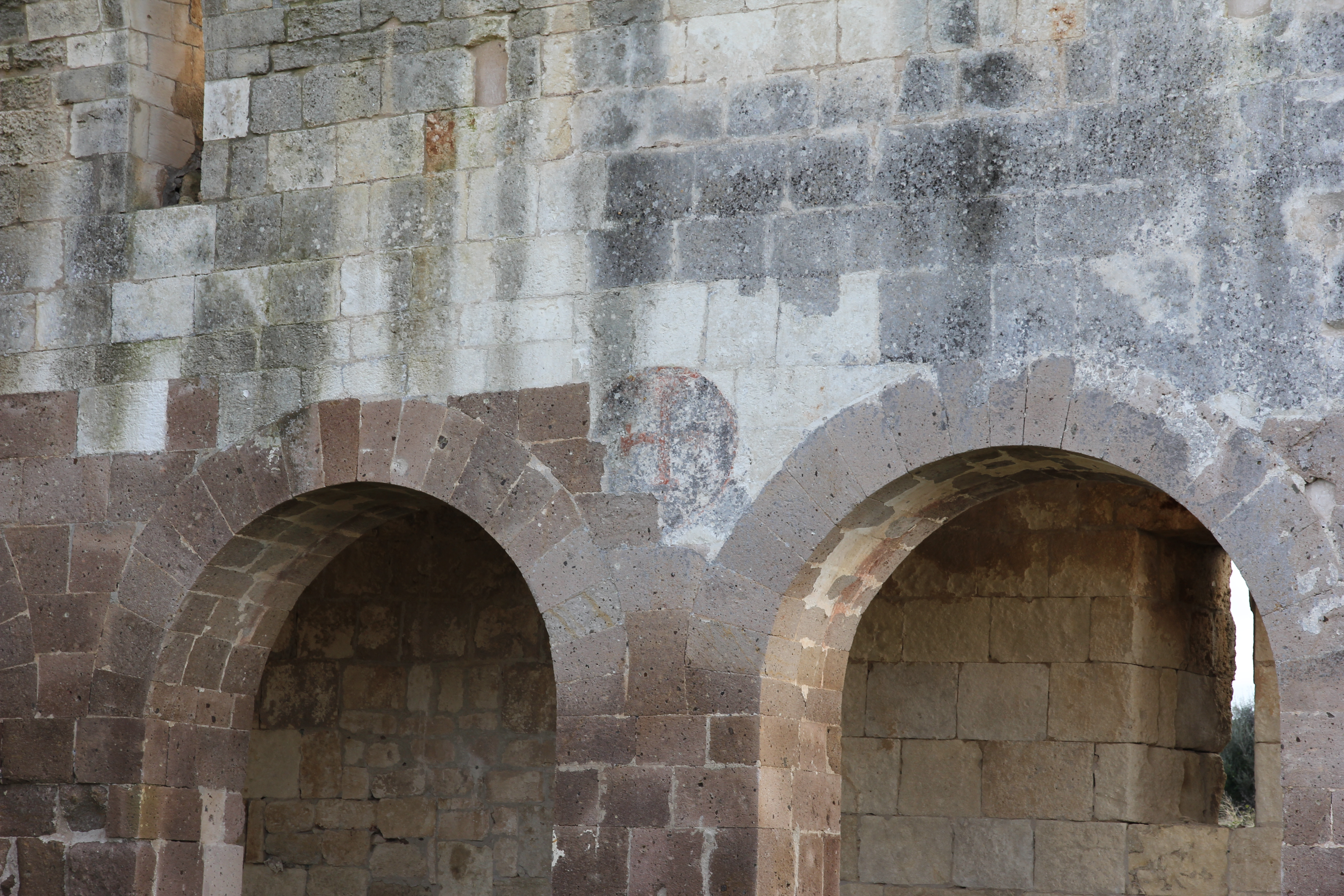
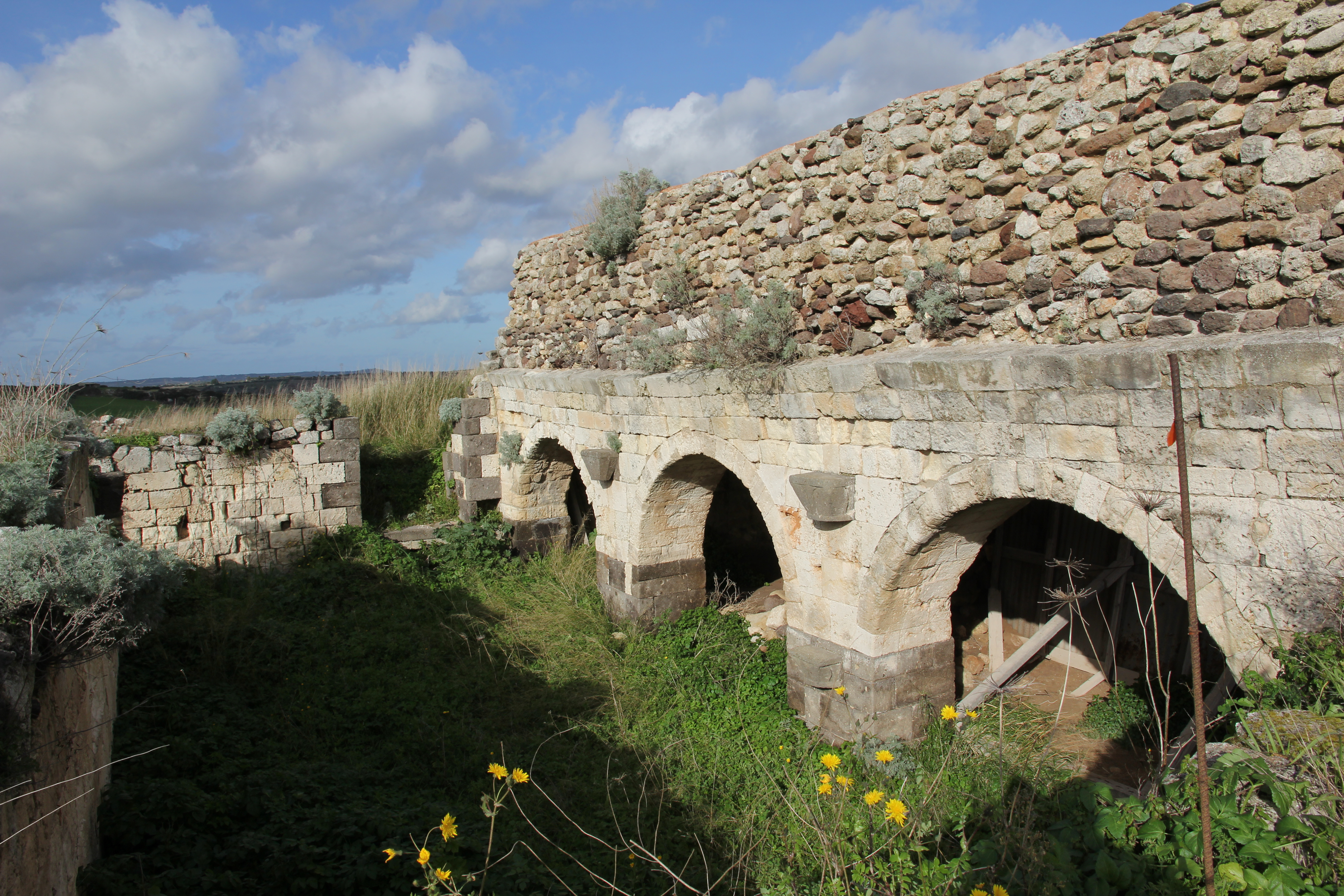
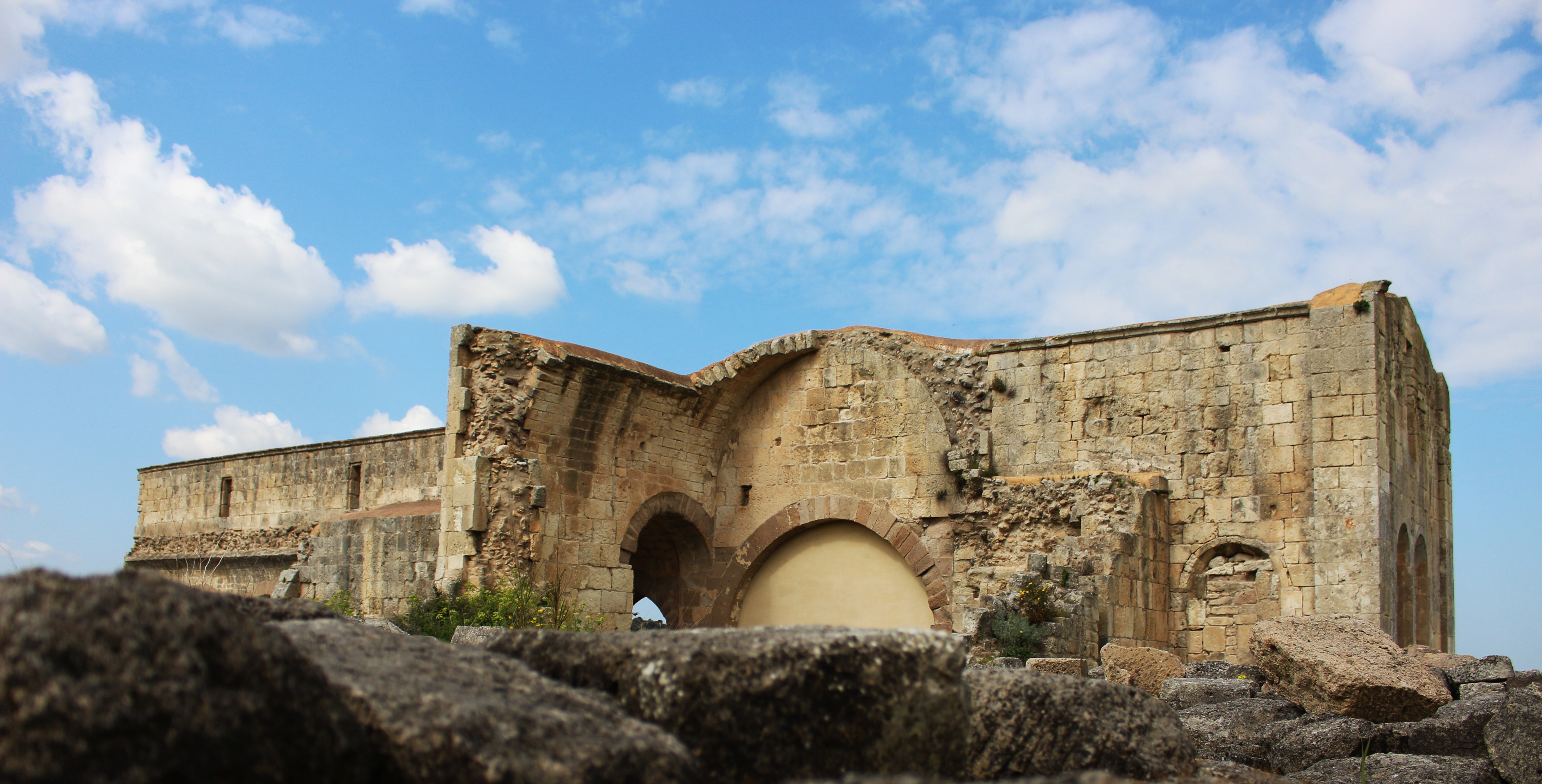
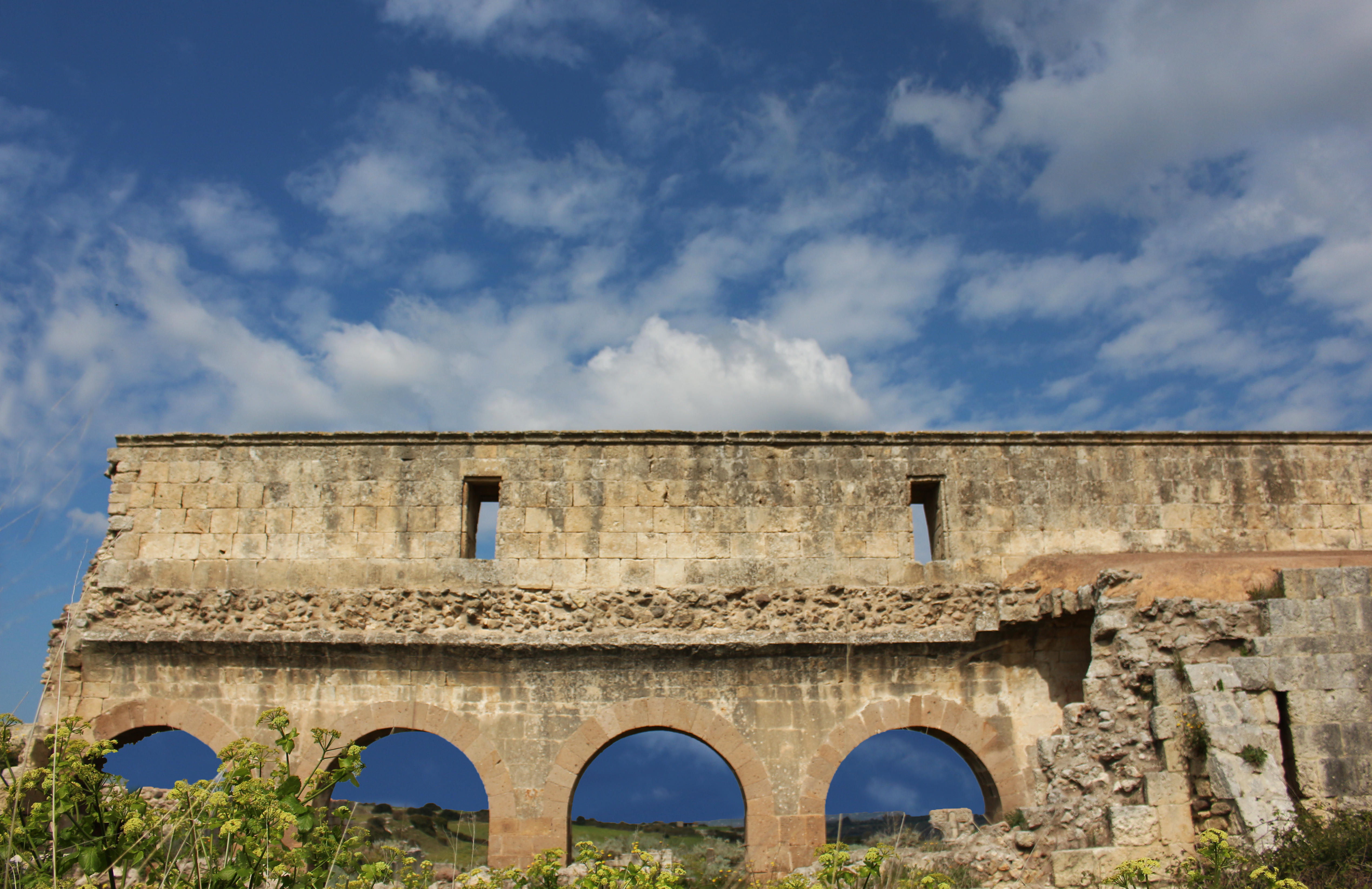